# Glauchau
Glauchau , Sorbisch: Hłuchow, is een gemeente in de Duitse deelstaat Saksen, gelegen in de Landkreis Zwickau. De stad telde op de peildatum van de meest recente statistiek 21.965 inwoners.

## Stadsindeling

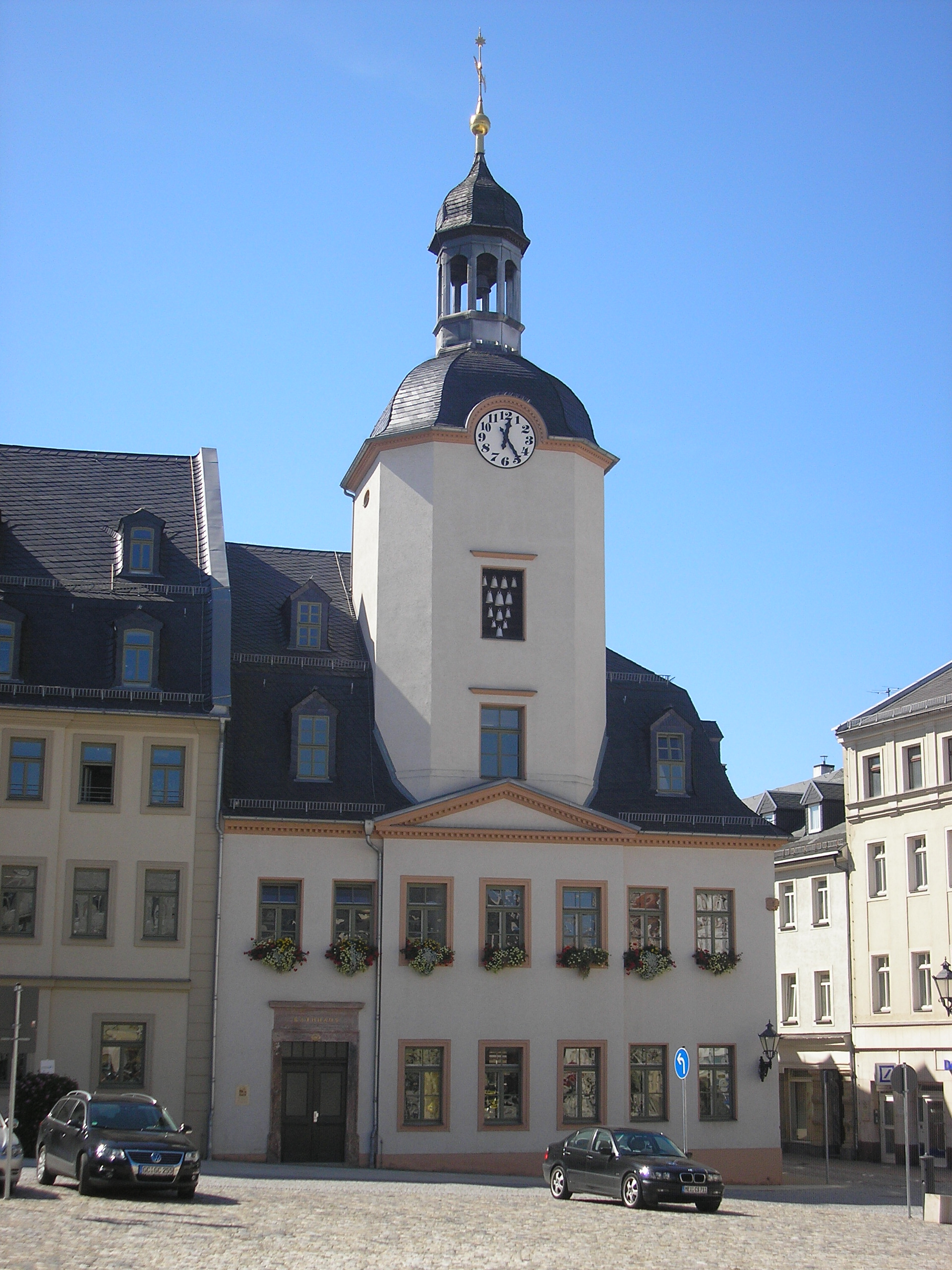
Stadhuis

De gemeente Glauchau bestaat, volgens artikel 20, lid 1, van haar Hauptsatzung (versie 25-03-2024), uit de eigenlijke stad (Kernstadt), en verder de volgende 14 Ortsteile, gebundeld in 6 Ortschaften:
- a) Niederlungwitz, ten oosten van de stadskern
- b) Reinholdshain, ten noordoosten van de stadskern, incl. Ebersbach en Kleinbernsdorf
- c) Wernsdorf, ten zuidwesten van Rothenbach/Albertsthal, incl. Hölzel (dat aan het Stuwmeer ligt) en Voigtlaide
- d) Gesau/Höckendorf/Schönbörnchen, ten noordwesten van de stadskern en van de Zwickauer Mulde
- e) Jerisau/Lipprandis, ten noorden van de stadskern
- f) Rothenbach/Albertsthal, ten zuidwesten van de stadskern.

Het meest zuidelijke gedeelte van de gemeente draagt de naam Rümpfforst en maakt deel uit van de Kernstadt. Het Rümpfwald was van 1913-1993 grotendeels militair oefenterrein.
De Ortschaften Gesau/Höckendorf/Schönbörnchen en Niederlungwitz hebben, volgens de gemeentelijke website, ieder tussen 2.000 en 3.000 inwoners. De andere vier Ortschaften hebben ieder  minder dan circa 1.000 inwoners.

## Geografie en infrastructuur
De stad ligt aan de zuidelijke oever van de rivier Zwickauer Mulde. Deze is hier zeer bochtig, en is niet bevaarbaar. Ten zuidoosten van Glauchau beginnen de uitlopers van het Ertsgebergte.

### Naburige gemeenten
Drie grotere steden, die betrekkelijk dicht bij Glauchau liggen, zijn:
- Zwickau (13 km in zuid-zuidwestelijke richting)
- Chemnitz (26 km in oostelijke richting)
- Gera (33 km in westelijke richting).

De direct aan Glauchau grenzende gemeentes zijn:
- In het westen: Dennheritz
- In het noordwesten: Meerane
- In het noorden: Remse
- In het noord-noordoosten: Waldenburg
- In het noordoosten: Callenberg
- In het oosten: Sankt Egidien
- In het zuiden: Mülsen
- In het zuidwesten: Mosel en Schlunzig, stadsdelen van Zwickau

### Verkeer en vervoer

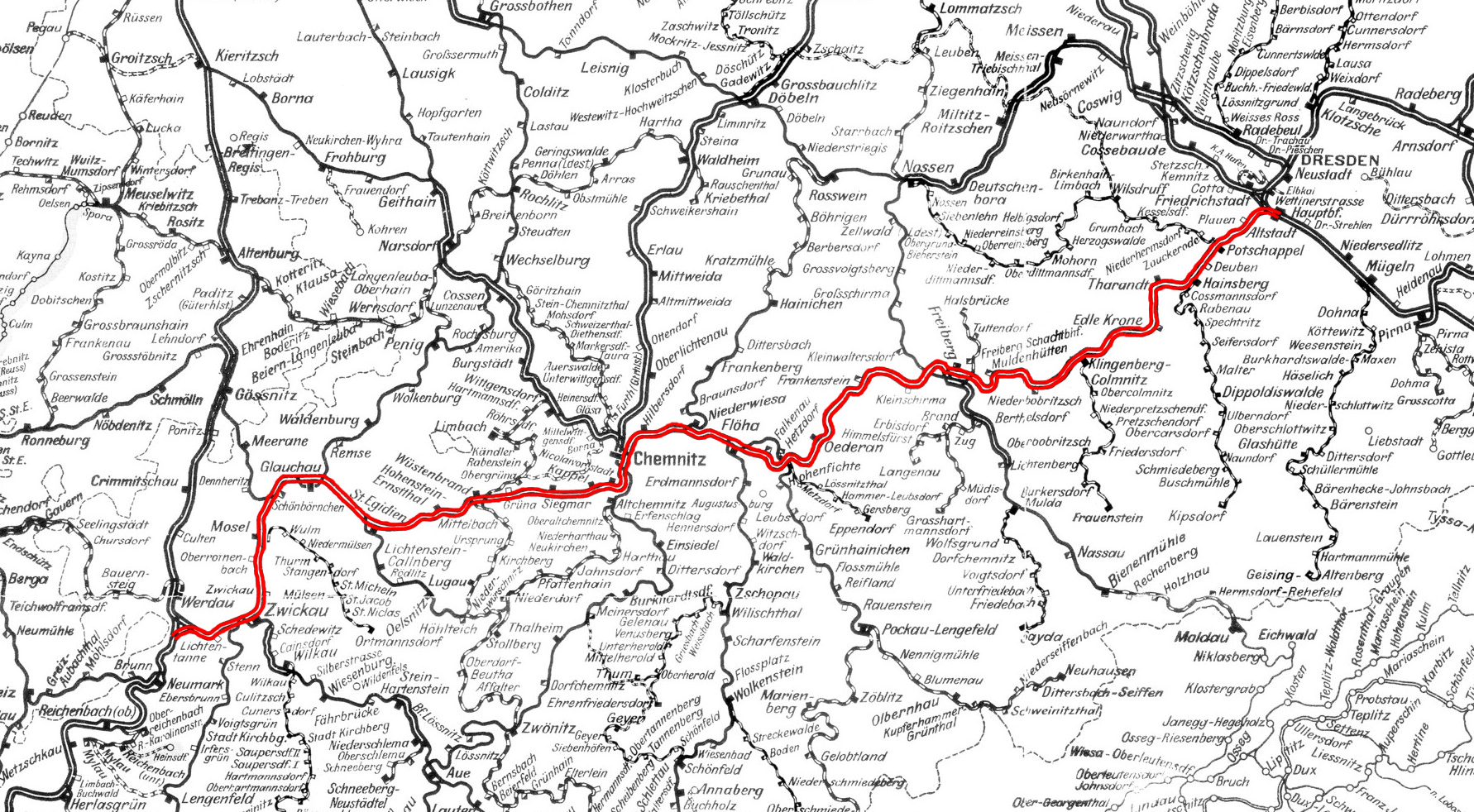
Spoorlijn Dresden-Werdau (kaart uit 1902; verloop sedertdien niet fundamenteel gewijzigd)
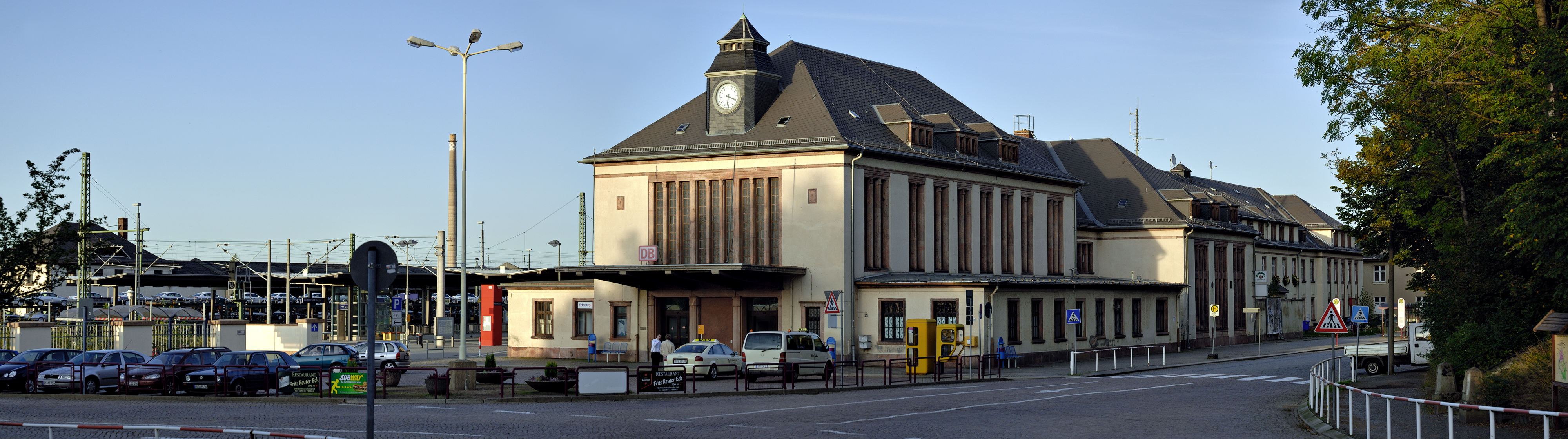
Glauchau, centraal station
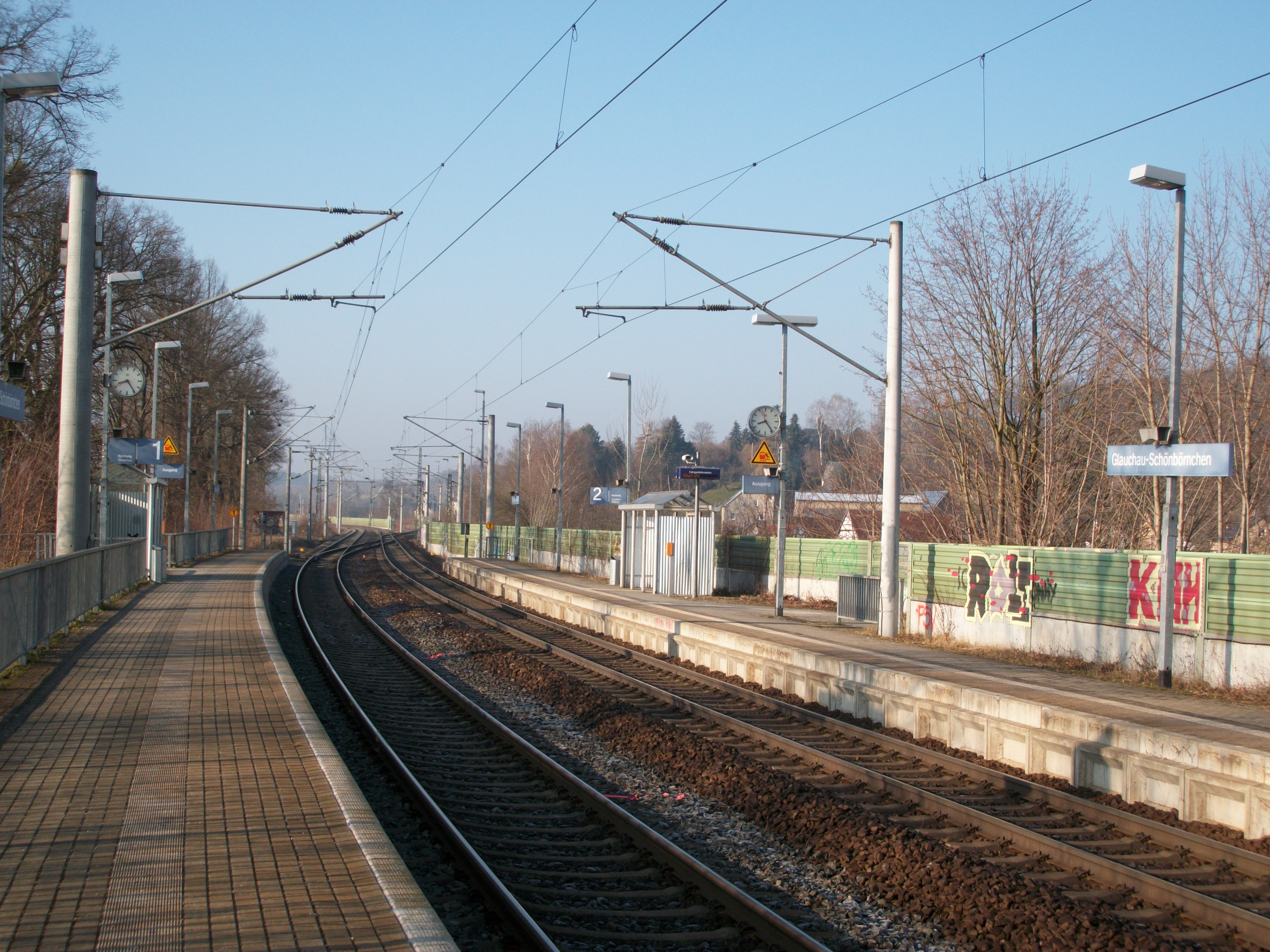
Station Glauchau-Schönbörnchen

Belangrijke verkeerswegen in en om Glauchau zijn de Autobahn A 4 en de Bundesstraße 175, die van zuidwest naar noordoost, noordelijk langs het stadscentrum om, door de gemeente loopt. Afrit 64 van de A 4 komt 3 km ten noorden van Glauchau uit op de B175.
De stad heeft een station aan de spoorlijn Dresden- Werdau. Het staat een kilometer ten noorden van het stadscentrum. Station Glauchau-Schönbörnchen is het beginpunt van een lokaalspoorlijntje naar Gößnitz.

## Geschiedenis en economie

Stadsplattegrond (1799)
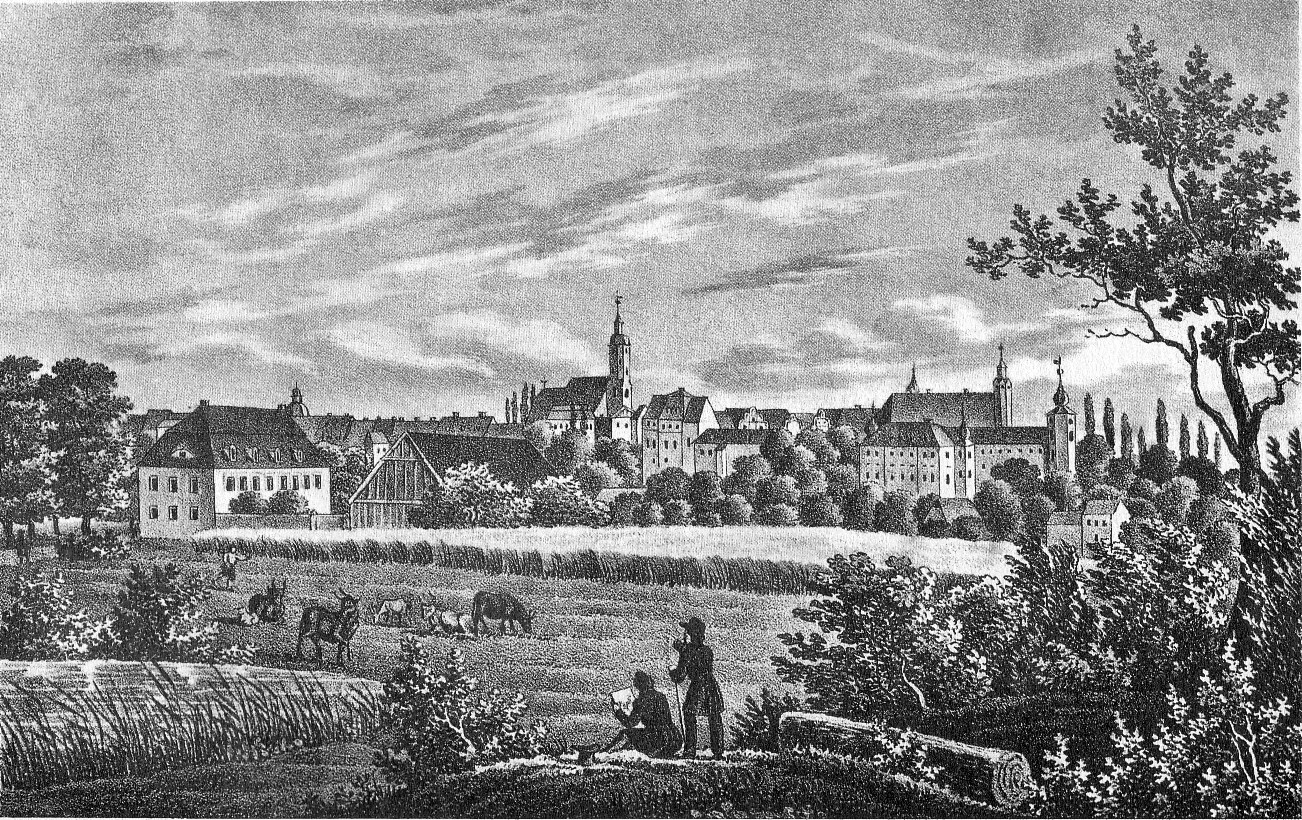
Gezicht op Glauchau, circa 1850
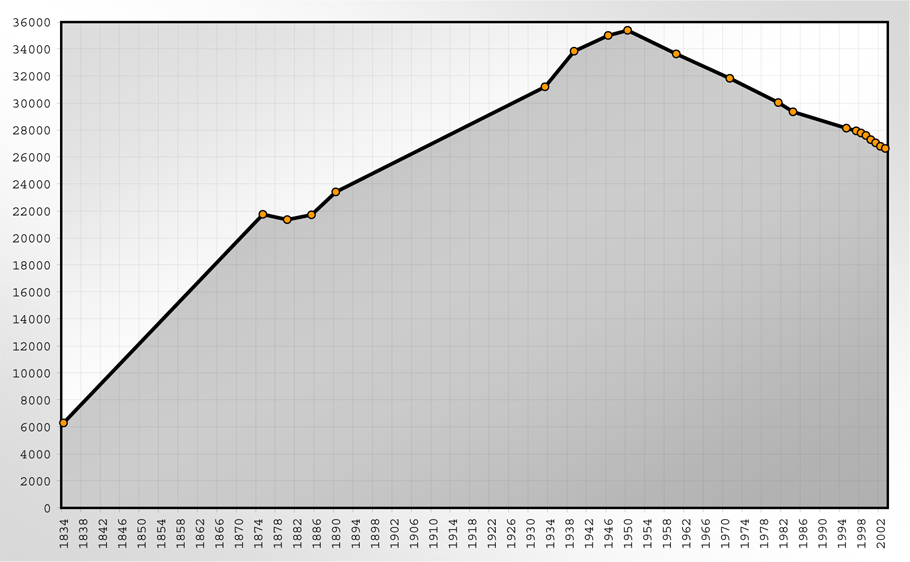
Grafiek bevolkingsontwikkeling van Glauchau
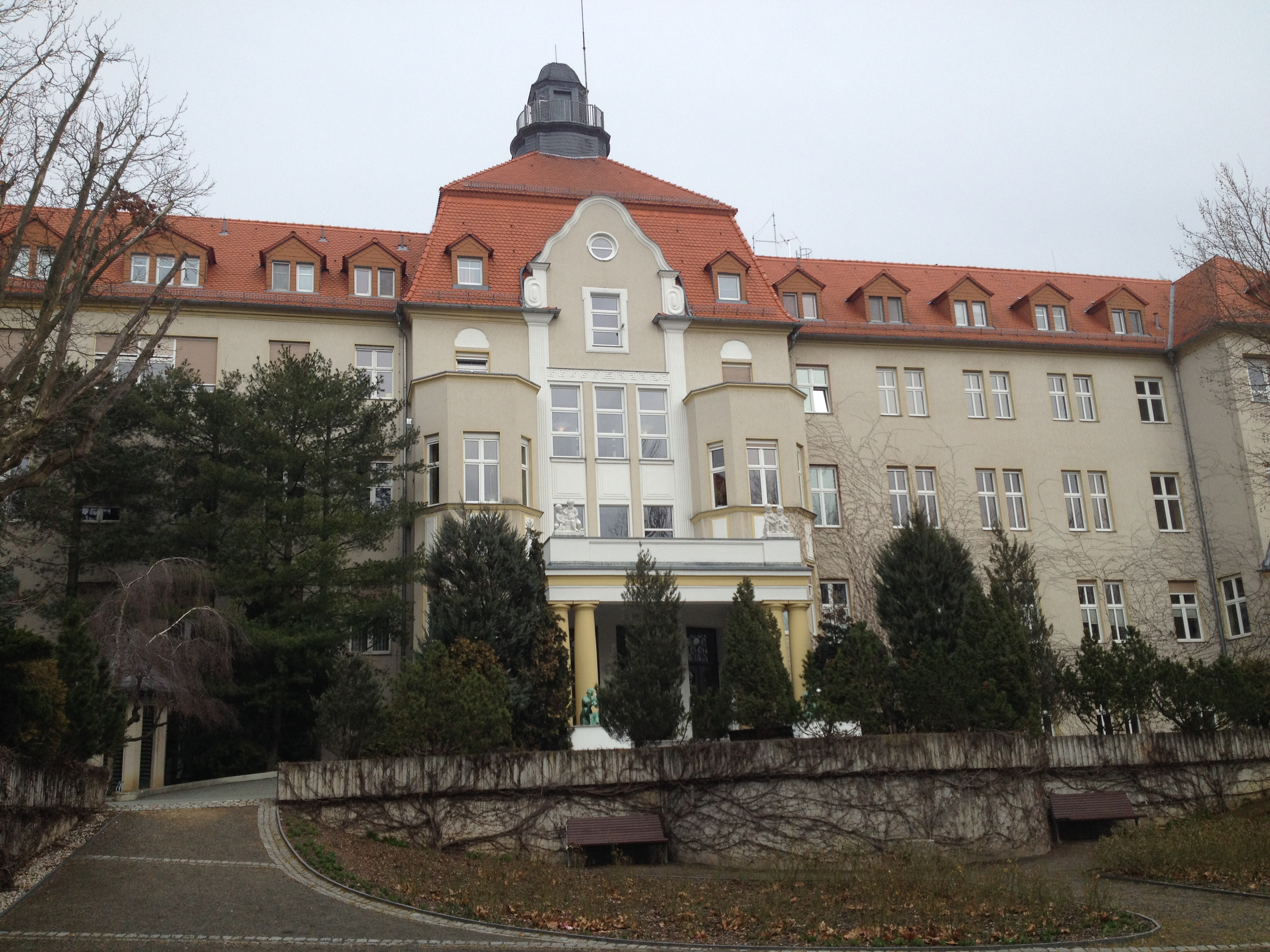
Ziekenhuis
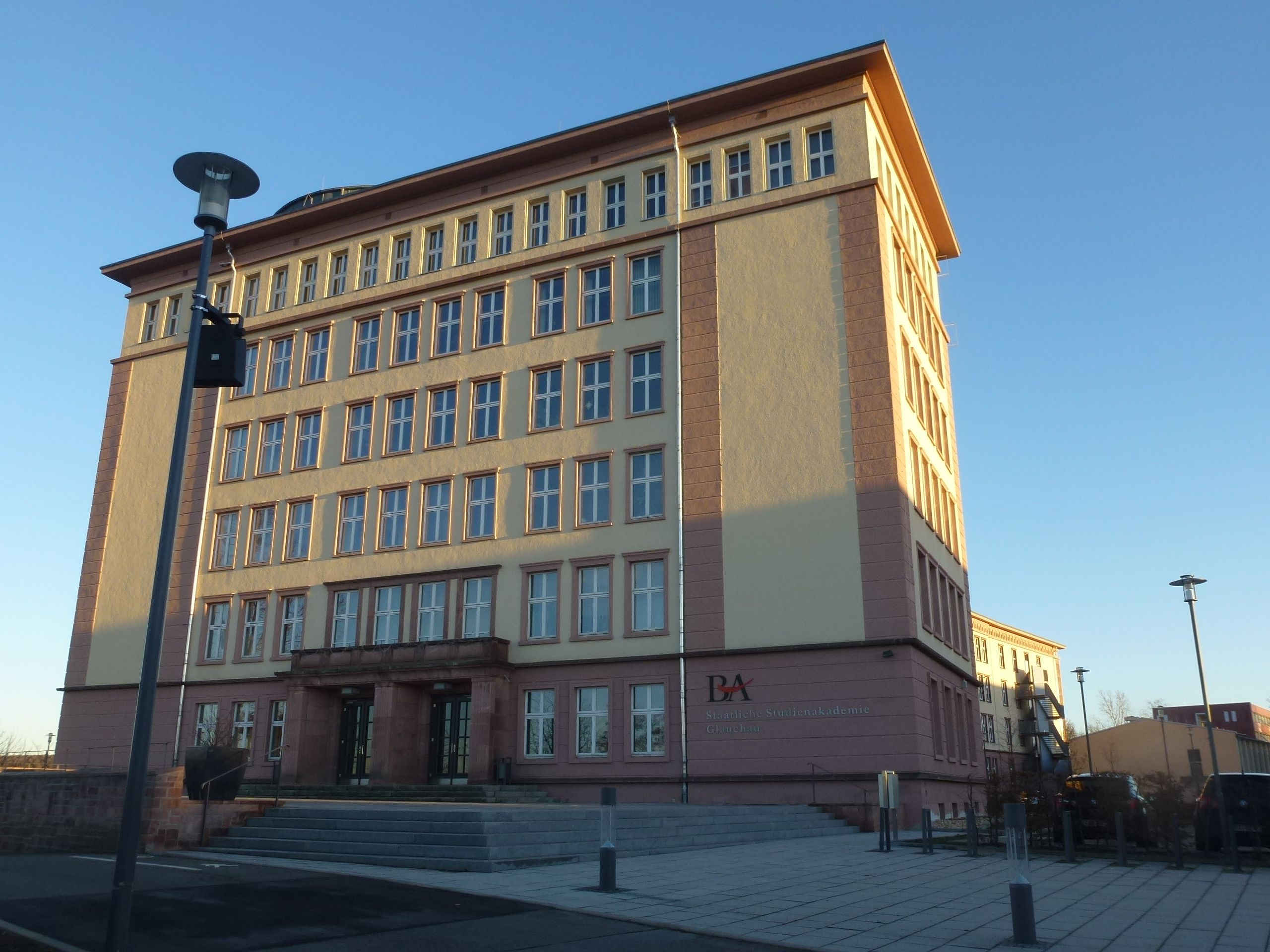
Berufsakademie

Glauchau ontstond in de middeleeuwen rondom een oude, Sorbische burcht Gluchow, welke naam ongeveer: stille plek in een bos betekent. In de jaren-1170 stichtten leden van het adellijke geslacht Schönburg een burcht, en daaromheen werd in de 13e eeuw een stadje aangelegd, dat de zogenaamde Oberstadt van Glauchau werd. In 1240 werd een Henric de Cluchowe, Heinrich von Glauchau in een document vermeld; vermoedelijk was deze een vazal van de graven Von Schönburg, die de titel Heren van Glauchau en Waldenburg hadden aangenomen. Later ontstonden andere nederzettingen met een stedelijk karakter. Er is, naast de Oberstadt, sprake van een Vorstadt, een Rechtstadt, een Hain en een Lange Vorstadt. Al deze wijken hadden aparte besturen, en soms zelfs een eigen stadsomwalling; het stadsrecht gold niet overal. Pas in 1831 gingen al deze deelstadjes samen tot de huidige stad Glauchau.
In de 14e tot en met de 18e eeuw wisselde de streek rond Glauchau regelmatig van heer. Van 1347 tot 1355 bijvoorbeeld woedde er in het gebied een burgeroorlog tussen rivaliserende leden van het geslacht Schönburg. Vanaf 1372 was de stad een reichsunmittelbar leen van Keizer Karel IV; de Schönburgers waren 's keizers directe leenmannen. Tussen 1430 en 1433 werd Glauchau tijdens de Hussietenoorlogen meerdere malen geplunderd en gebrandschat. Omstreeks 1470 werd de oude burcht geslecht en in opdracht van de heren Von Schönberg vervangen door een kasteel in renaissancestijl, dat als Schloss Hinterglauchau nog bestaat. Tussen 1524 en 1535 werd daartegenaan in opdracht van Ernst II van Schönburg (1486–1534) een tweede kasteel, Forderglauchau gebouwd.
In de 15e eeuw kende Glauchau, dat tussen verscheidene zijdalen van de Zwickauer Mulde ligt, economische bloei. Talrijke watermolens waren bij verschillende bedrijfstakken in gebruik. 
In de 16e eeuw werd Glauchau als gevolg van de Reformatie evangelisch-luthers. De meerderheid van de christenen in de huidige gemeente is tot op de huidige dag deze gezindte toegedaan. Alle kerkgebouwen in de gemeente zijn, tenzij anders vermeld, ook evangelisch-luthers.
In 1547 (alleen de wijk Lange Vorstadt), 1630, 1712 en 1813 werd Glauchau door grote branden geteisterd. Tijdens de Dertigjarige Oorlog had Glauchau van 1631-1648 veel te lijden van plunderingen en andere oorlogsellende, pestepidemieën en hongersnood.
Glauchau was vanaf de 15e eeuw (linnen) en de 17e eeuw (wollen stoffen) tot na de Duitse hereniging van 1990 een belangrijk centrum van de textielnijverheid, vanaf circa 1837 textielindustrie. Reeds in 1838 bezat een fabrikant te Glauchau een jacquardgetouw met ponskaartensysteem. Gedurende het midden van de 19e eeuw groeide Glauchau sterk door de vestiging van deze industrie, en het aantal inwoners steeg van ruim 4.500 in 1821 tot ruim 22.000 in 1871. In 1858 verkreeg Glauchau aansluiting op het spoorwegnet. Vanaf  de Maartrevolutie van 1848 was er sociale en politieke onrust in de stad, versterkt door een economische crisis in het jaar 1860, die de textielindustrie zwaar trof. Pas in 1878 droegen de graven Von Schönburg hun laatste feodale rechten op de stad over aan de staat Saksen. 
In de wijk ten zuiden van de kastelen ontstond rond 1890 een deftige, door fabrieksdirecteuren e.d. bewoonde villawijk. Vanaf  circa 1890, maar vooral vanaf circa 1920 was er in de stad ook metaalnijverheid, waaronder machinebouw. Nog steeds produceert de firma WEMA in een kleine fabriek in de stad slijp- en freesmachines. De textielindustrie is na 1990 nagenoeg verdwenen.
Vanaf 1930 was een Flutrinne, een hoogwatergeul tegen de frequente overstromingen van de Zwickauer Mulde in gebruik.
Ten tijde van Nazi-Duitsland zijn tientallen Joden, communisten en verstandelijk gehandicapten uit de stad slachtoffer geworden van de nazi-terreur. Verscheidene gedenktekens en Stolpersteine  maken de bezoeker van de stad op hun tragisch lot attent.
Van 1949 tot 1990 lag Glauchau in de DDR. In 1948 werden door de communistische machthebbers een aantal textielfabrikanten vervolgd en onteigend. In de jaren-1950 werd de industrie uitgebreid met chemische industrie, die o.a. middelen tegen schimmelvorming tijdens de textielfabricage produceerde. Het aantal inwoners van Glauchau bereikte in 1950 een record van circa 35.000. 
Daarna nam het inwonertal geleidelijk af, eerst door automatisering, na 1990 ook door bedrijfssluitingen, waarbij mensen naar economisch sterkere gebieden in het voormalige West-Duitsland verhuisden.

### Economie vanaf 1990
Er is, met name ten noorden en westen van de stadskern, aan de spoorlijn, een aantal bedrijventerreinen aanwezig. Hier is niet alleen midden- en kleinbedrijf van plaatselijk en regionaal belang gevestigd, maar ook een groot transportbedrijf en enkele toeleveringsbedrijven voor het niet ver buiten de gemeentegrenzen (in Mosel, gemeente Zwickau) gevestigde Volkswagenwerk Zwickau, een autofabriek.
Eén van de grootste werkgevers van de stad is het plaatselijke ziekenhuis, dat reeds sinds 1842 bestaat, en waarvan het huidige monumentale hoofdgebouw uit 1914 dateert. Het ziekenhuis had omstreeks 2020 320 bedden en 950 personeelsleden. Vooral de afdeling oogheelkunde is relatief belangrijk; deze werd in 1934 ingericht ter behandeling van oogaandoeningen, die het gevolg waren van blootstelling aan te veel luchtvervuiling in de vorm van waterstofsulfide (H2S). Deze was op haar beurt weer veroorzaakt door chemische industrie.
In Glauchau staat een instelling voor hoger technisch beroepsonderwijs, de Berufsakademie. Hier studeren circa 1.300 mensen. Het is één der zeven filialen van een soortgelijk instituut, genaamd Hochschule Sachsen. In de stad zijn ook nog een aantal kleinere instellingen voor middelbaar en hoger, met name technisch, onderwijs gevestigd.

## Bezienswaardigheden
- De aan elkaar vast gebouwde, alleen door een gracht gescheiden kastelen Hinterglauchau en Forderglauchau liggen op een heuveltje boven de stad. Met name Schloss Hinterglauchau is bezienswaardig. In dit kasteel is een museum gevestigd, dat o.a. een waardevolle collectie grafische kunst uit de periode 1500-1900 bezit. Ook is er een expositie gewijd aan  de mineraloog Georg Agricola. Op de binnenplaats van het kasteelcomplex worden dikwijls concerten en andere kleine evenementen gehouden. Verder is, door aankoop van elders, een rijke collectie meubilair e.d. uit vooral de 18e en 19e eeuw verworven; hiermee zijn een groot aantal stijlkamers ingericht. Deze zijn in het kader van rondleidingen met gids, te bezichtigen.

- In kasteel Forderglauchau zijn een kunstgalerie,  alsmede de stedelijke muziekschool en de openbare bibliotheek ondergebracht.[3]
- De oorspronkelijk 13e-eeuwse, evangelisch-lutherse Sint-Joriskerk te Glauchau, werd na brand in de 18e eeuw in barokstijl herbouwd. Het interieur is zeer bezienswaardig.
  - Ook de dorpskerken van Jerichau en Gesau  zijn bezienswaardig.
- Watersportrecreatie is mogelijk op de Stausee Glauchau, één kilometer ten zuidwesten van het stadscentrum, aan de Zwickauer Mulde. Het stuwmeer werd in 1937 aangelegd en is 40 hectare groot. Het diende oorspronkelijk vooral voor de watervoorziening van de industrie in de stad.
- Ten zuiden van de stad zijn in het Rümpfwald boswandelingen mogelijk.

## Afbeeldingen

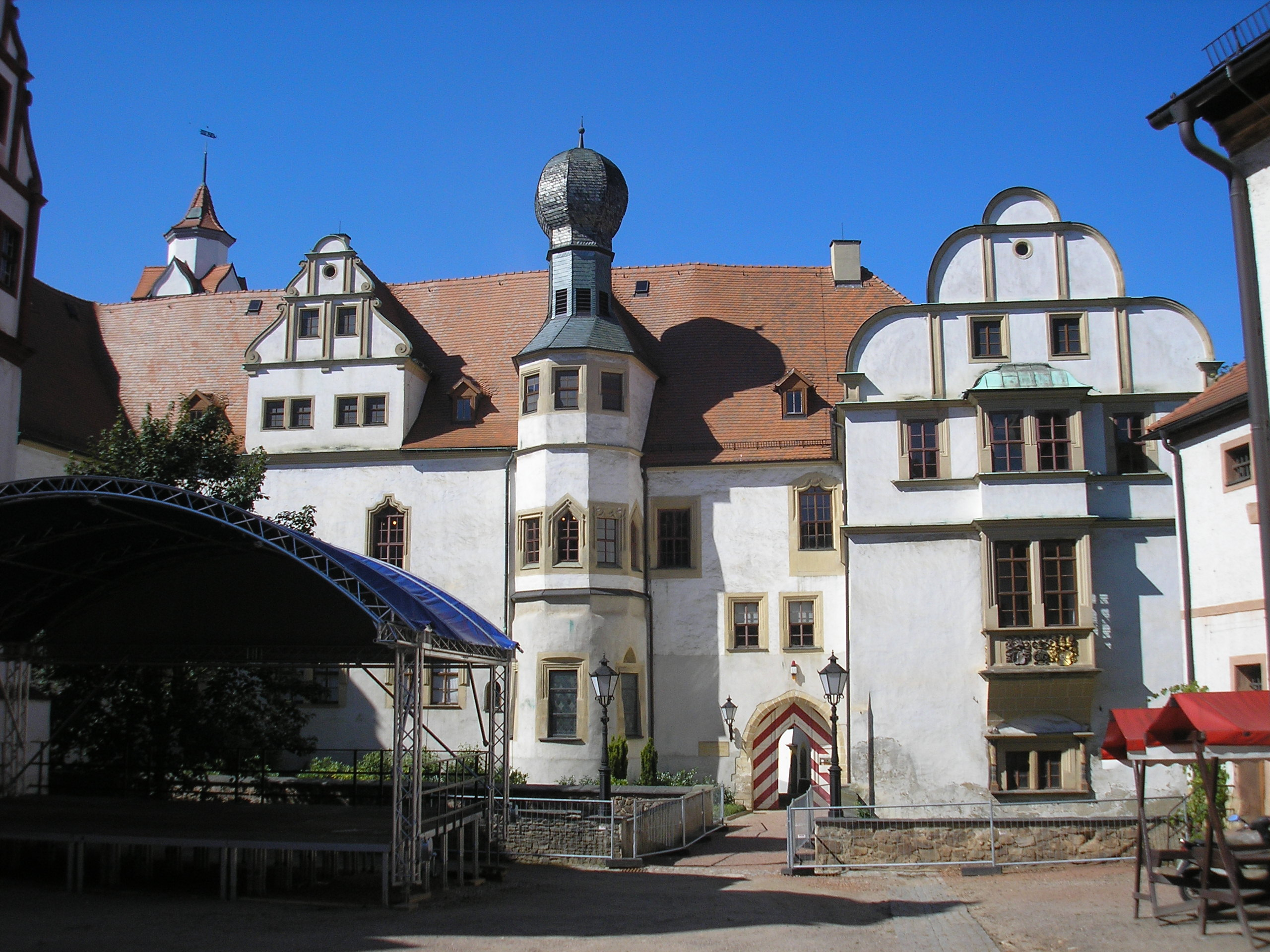
Kasteel Hinterglauchau (ca. 1470)
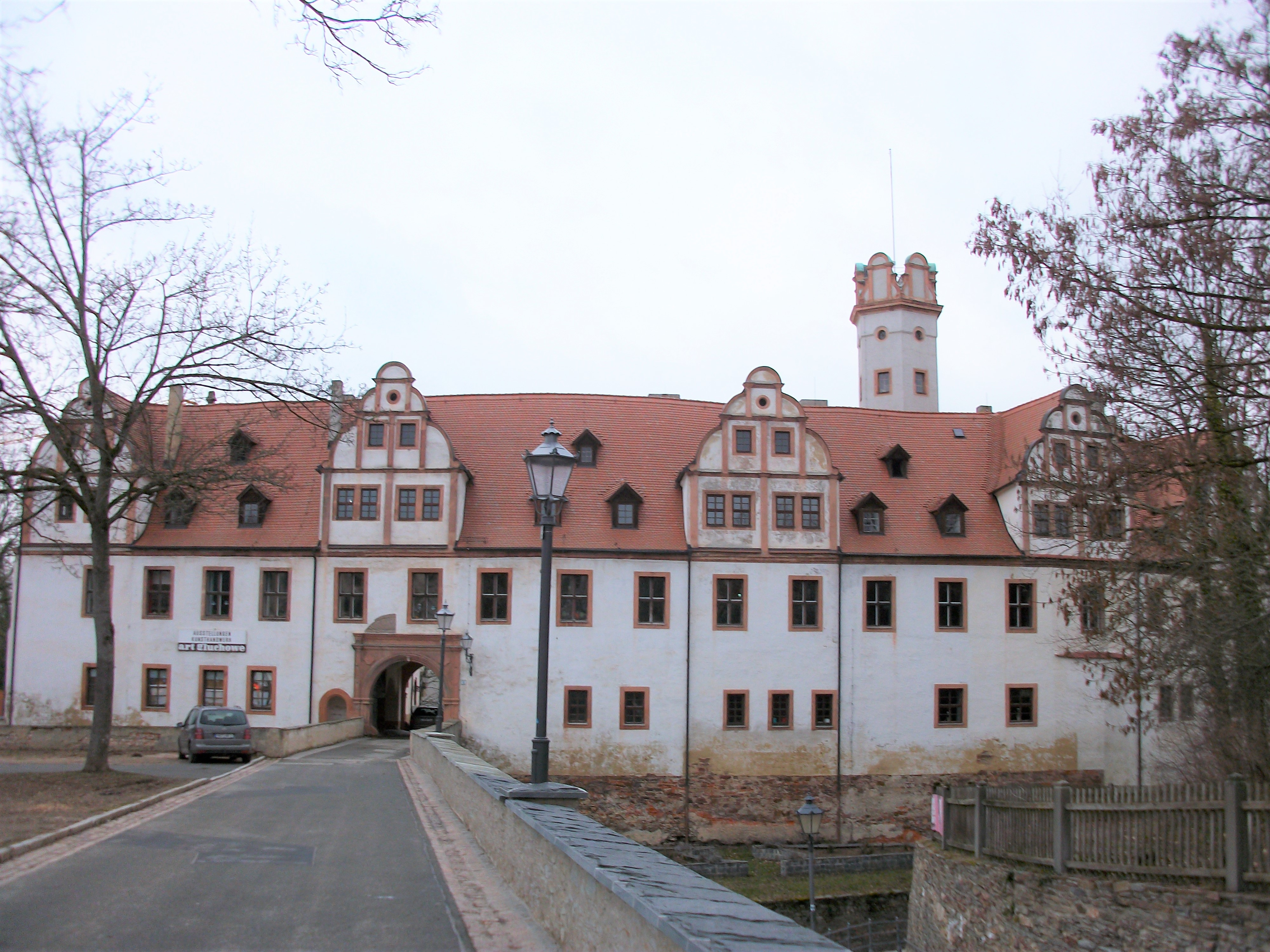
Kasteel Forderglauchau[4] (1524-1535)
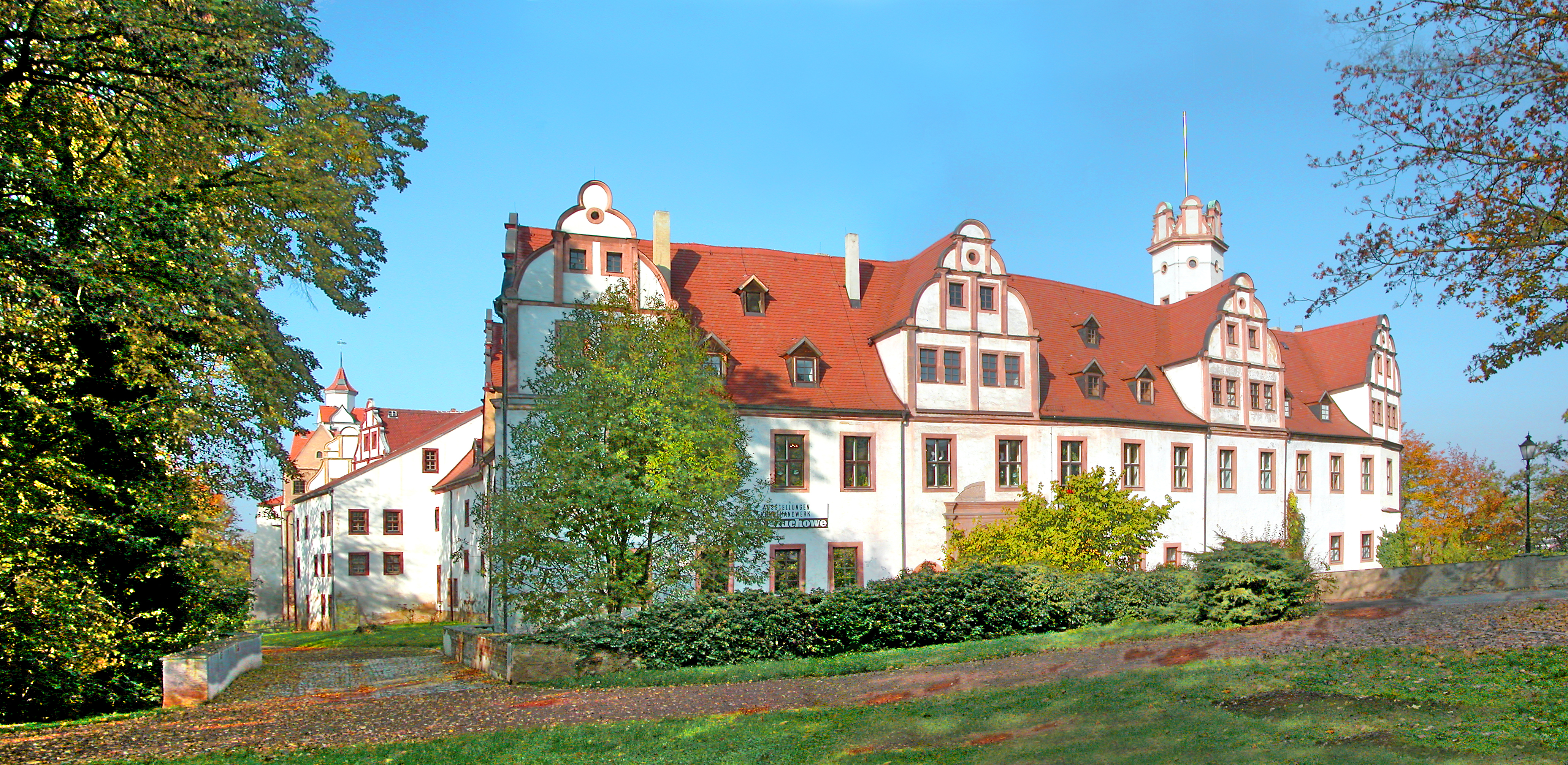
De twee vlak naast elkaar staande kastelen Forder- en Hinterglauchau
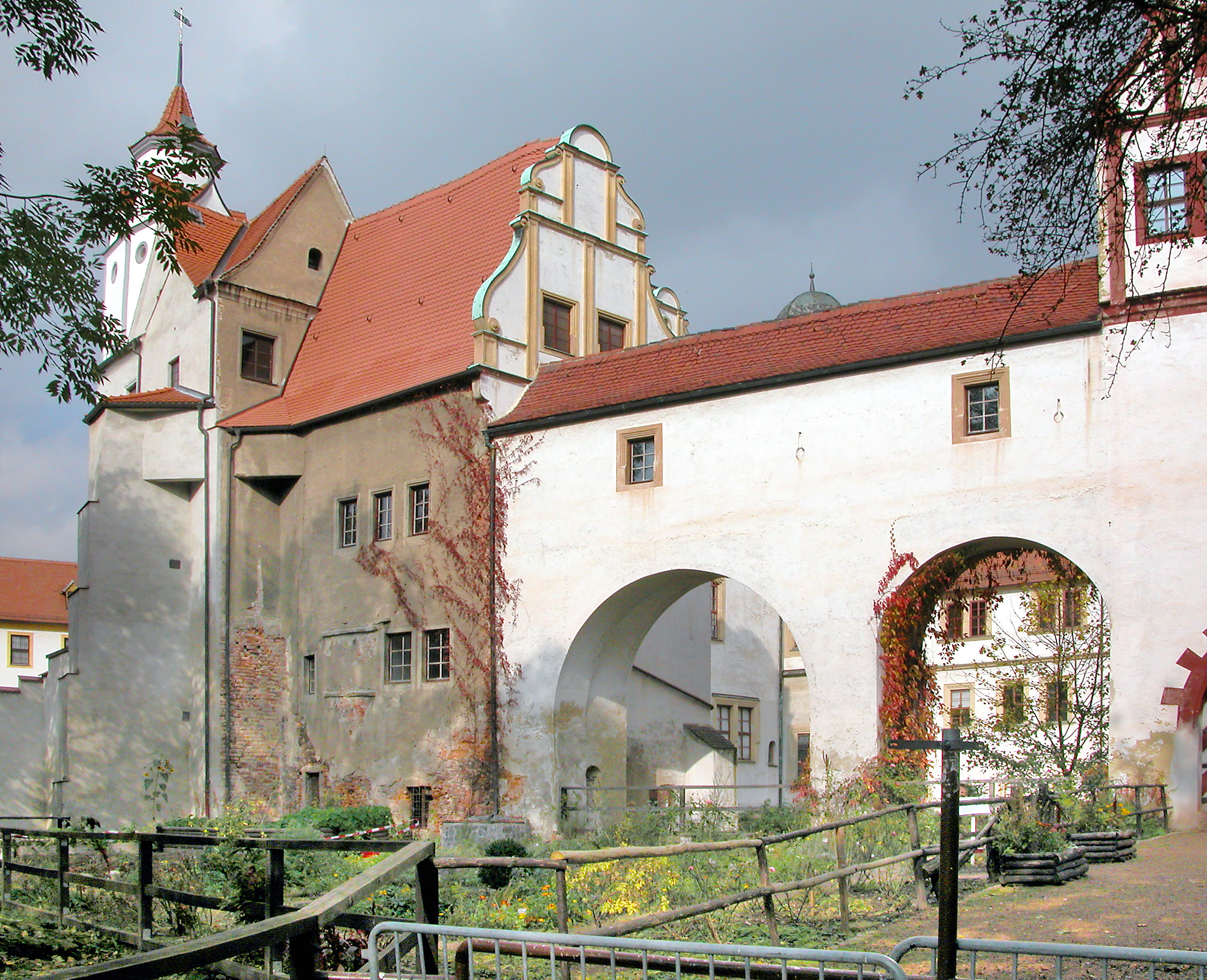
De verbinding tussen de beide kastelen
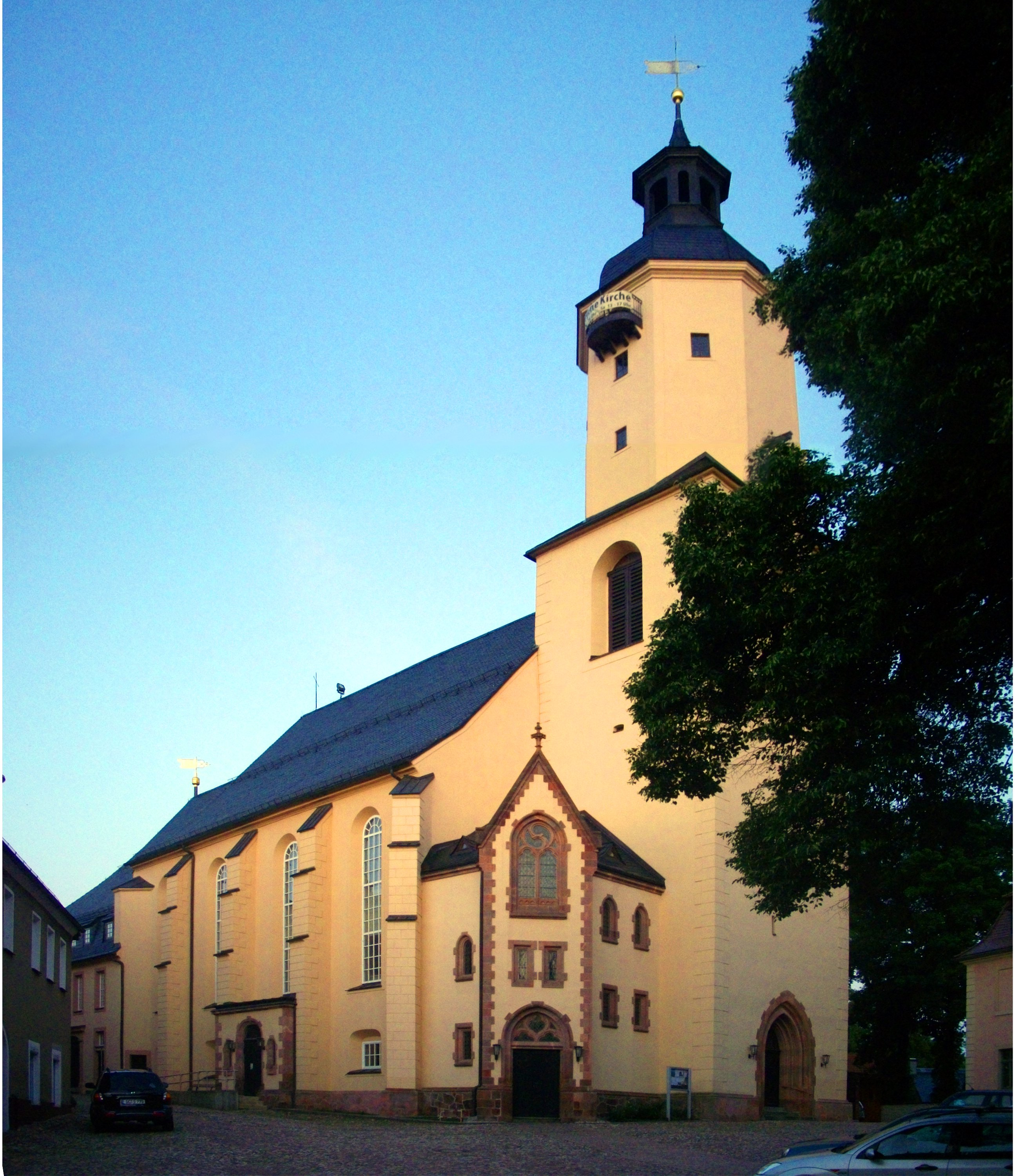
De Sint-Joriskerk te Glauchau
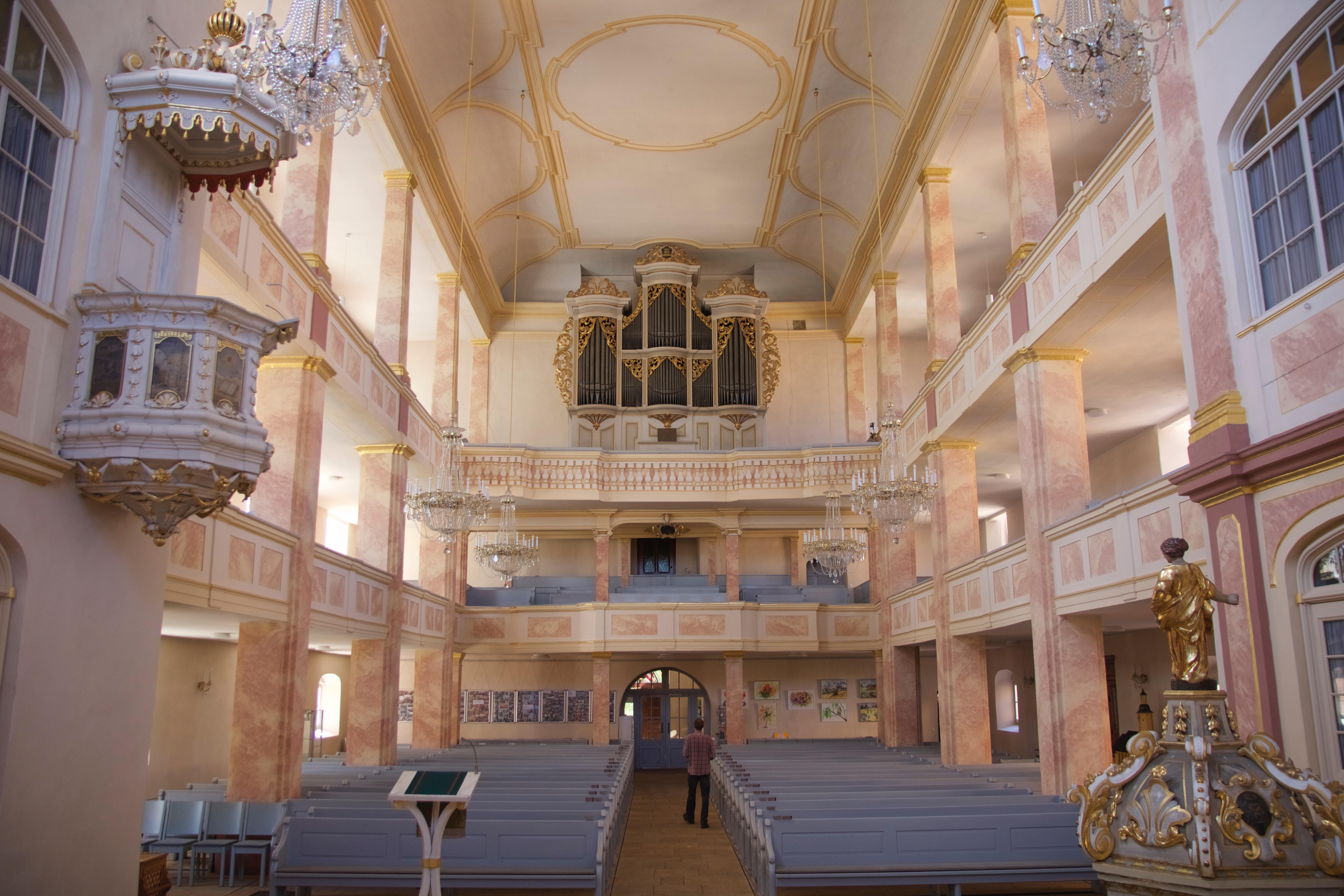
Interieur van dit kerkgebouw
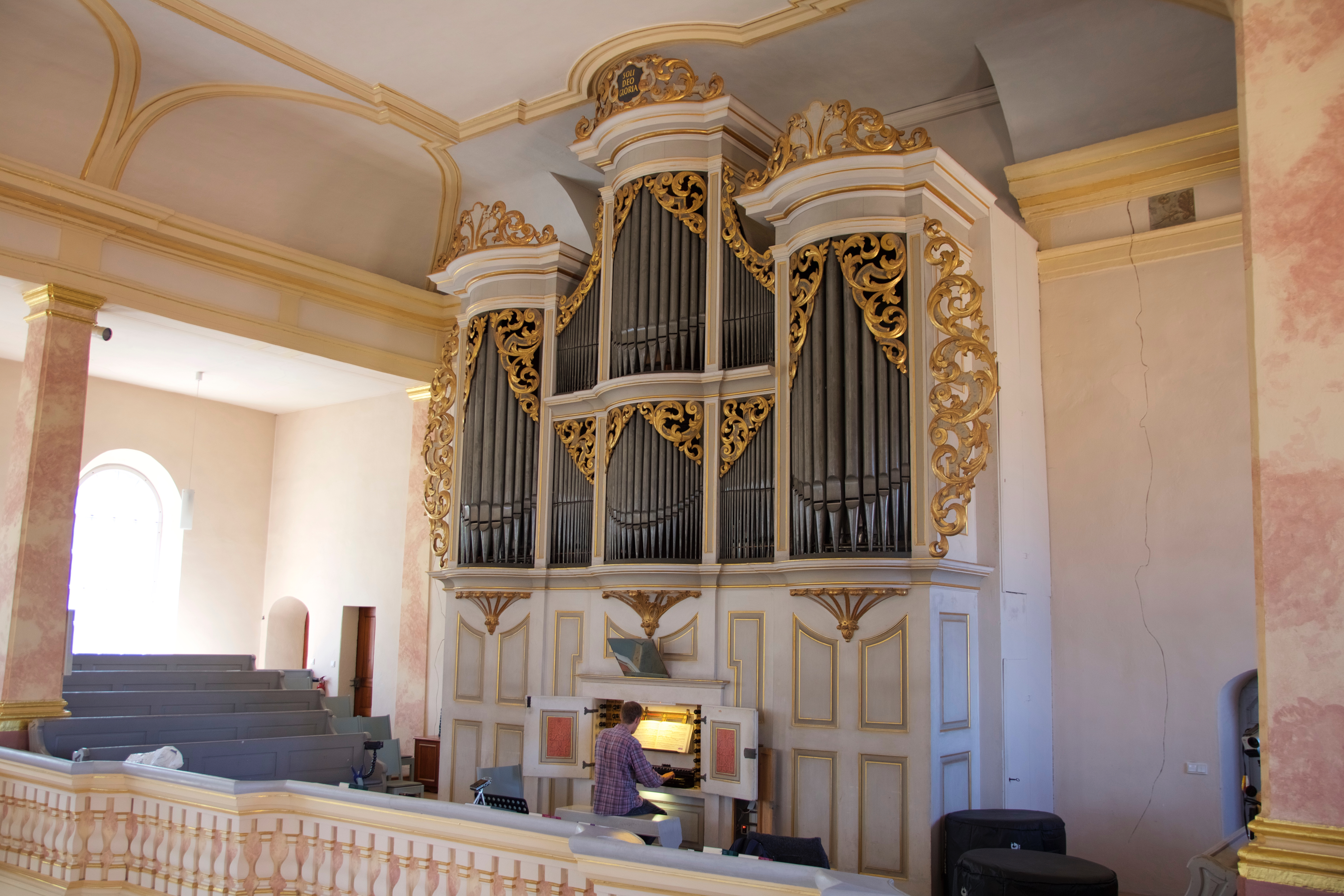
Silbermann-orgel (1730) in dit kerkgebouw
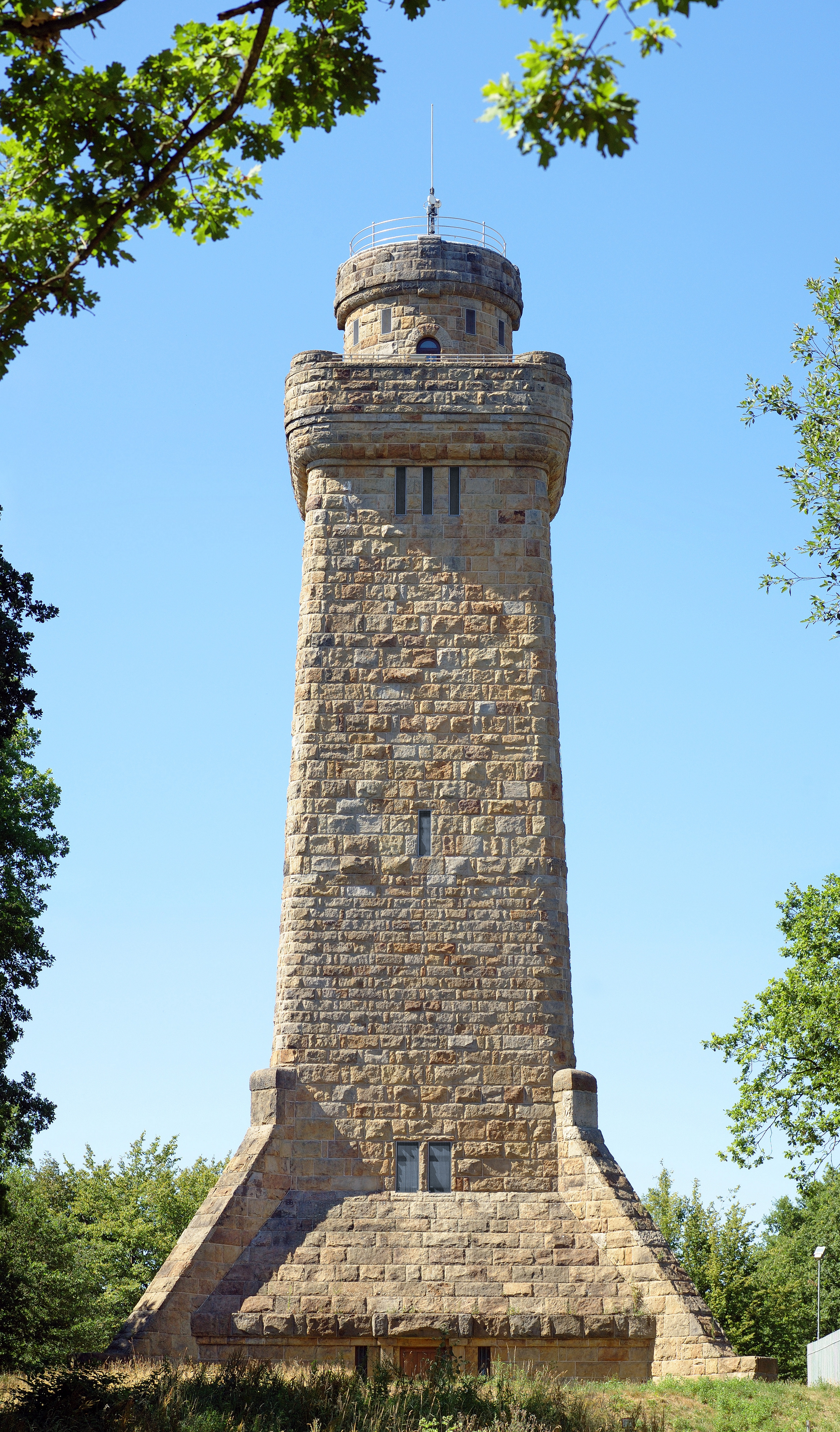
Uitzichttoren Bismarckturm (1910), 2 km ten zuidoosten van het stadscentrum
Gezicht op de stad vanaf deze toren
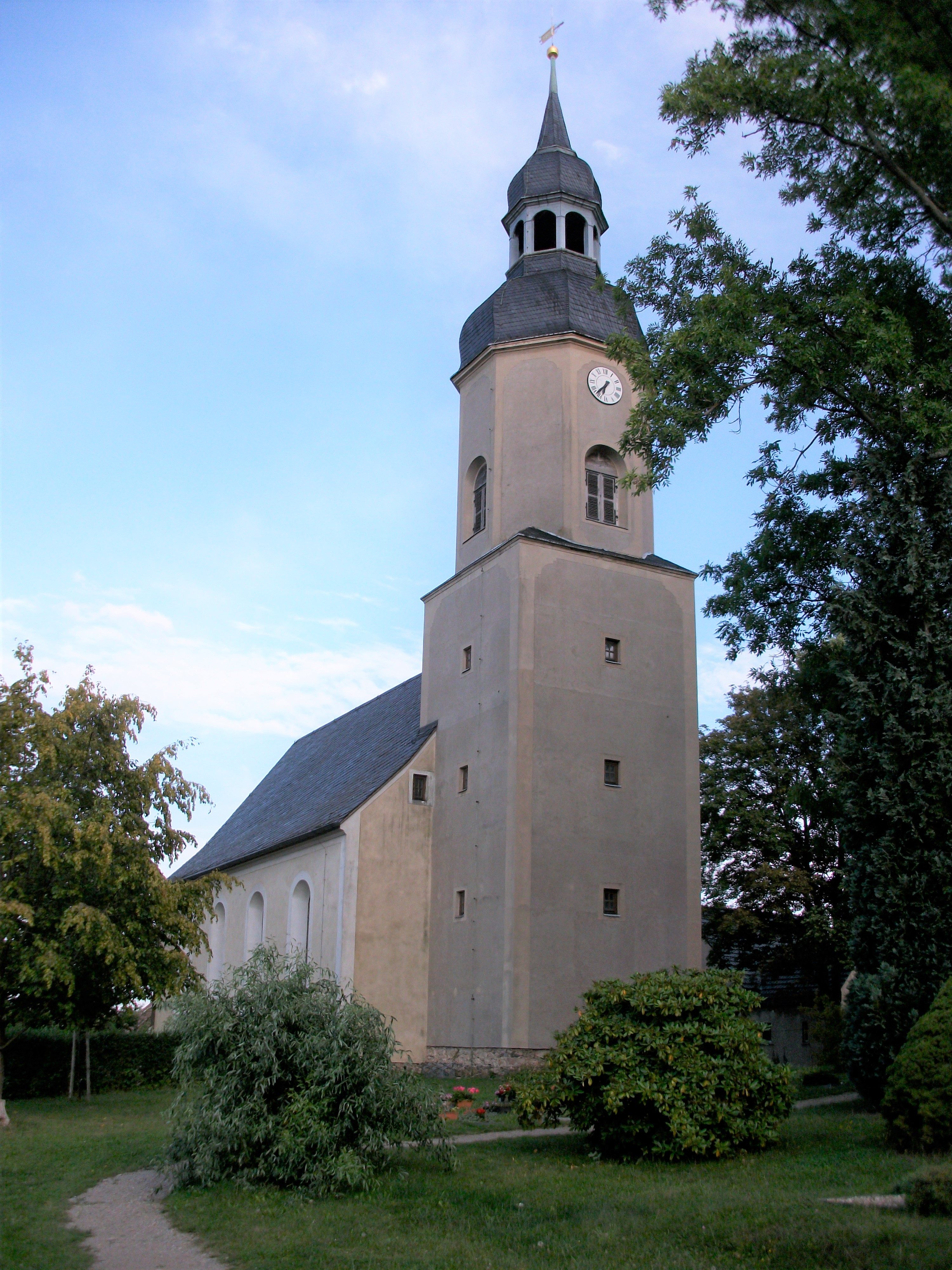
Dorpskerk te Gesau (ouderdom onbekend, waarschijnlijk 18e-eeuws)
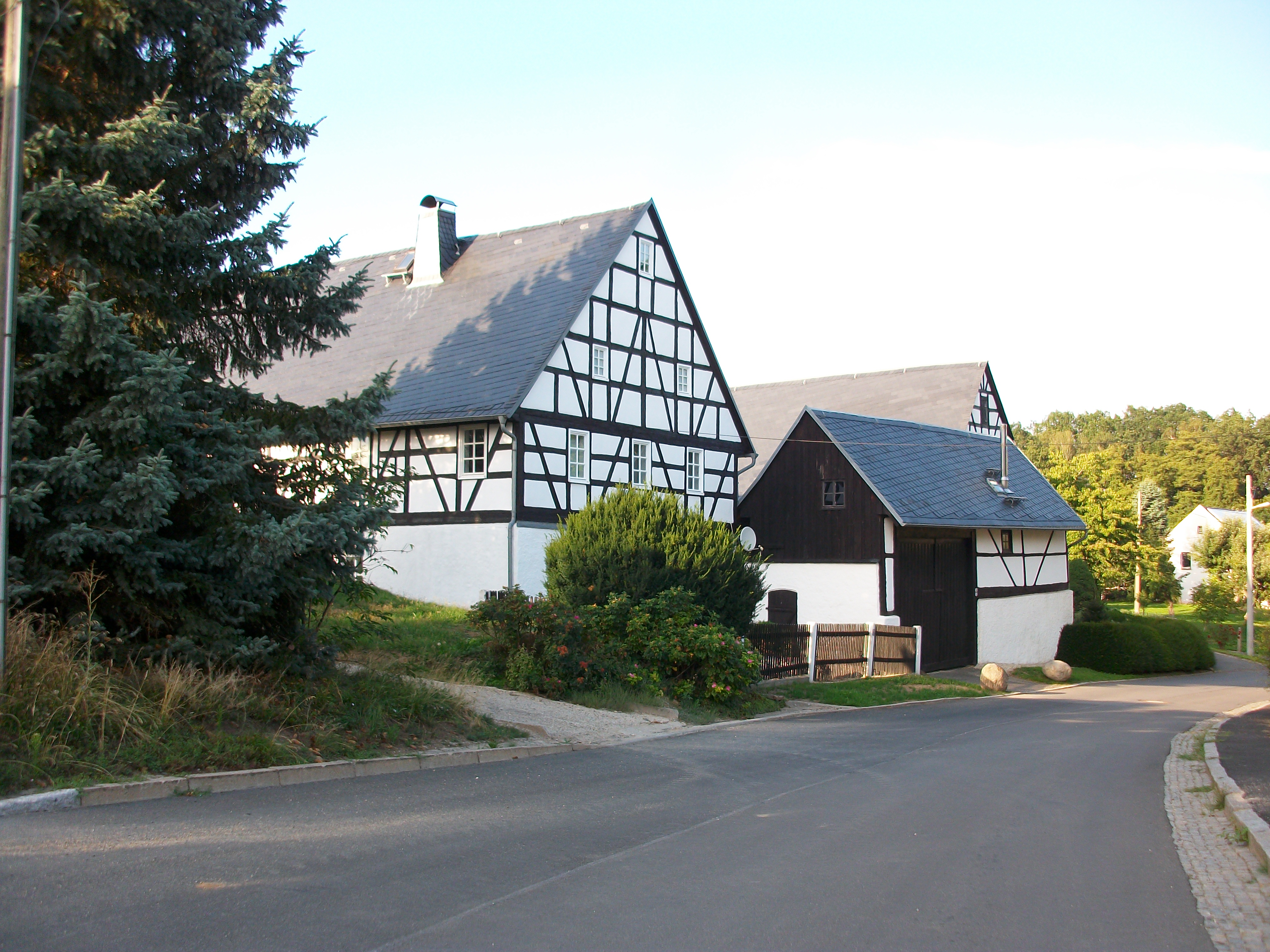
18e-eeuwse vakwerkboerderij te Höckendorf
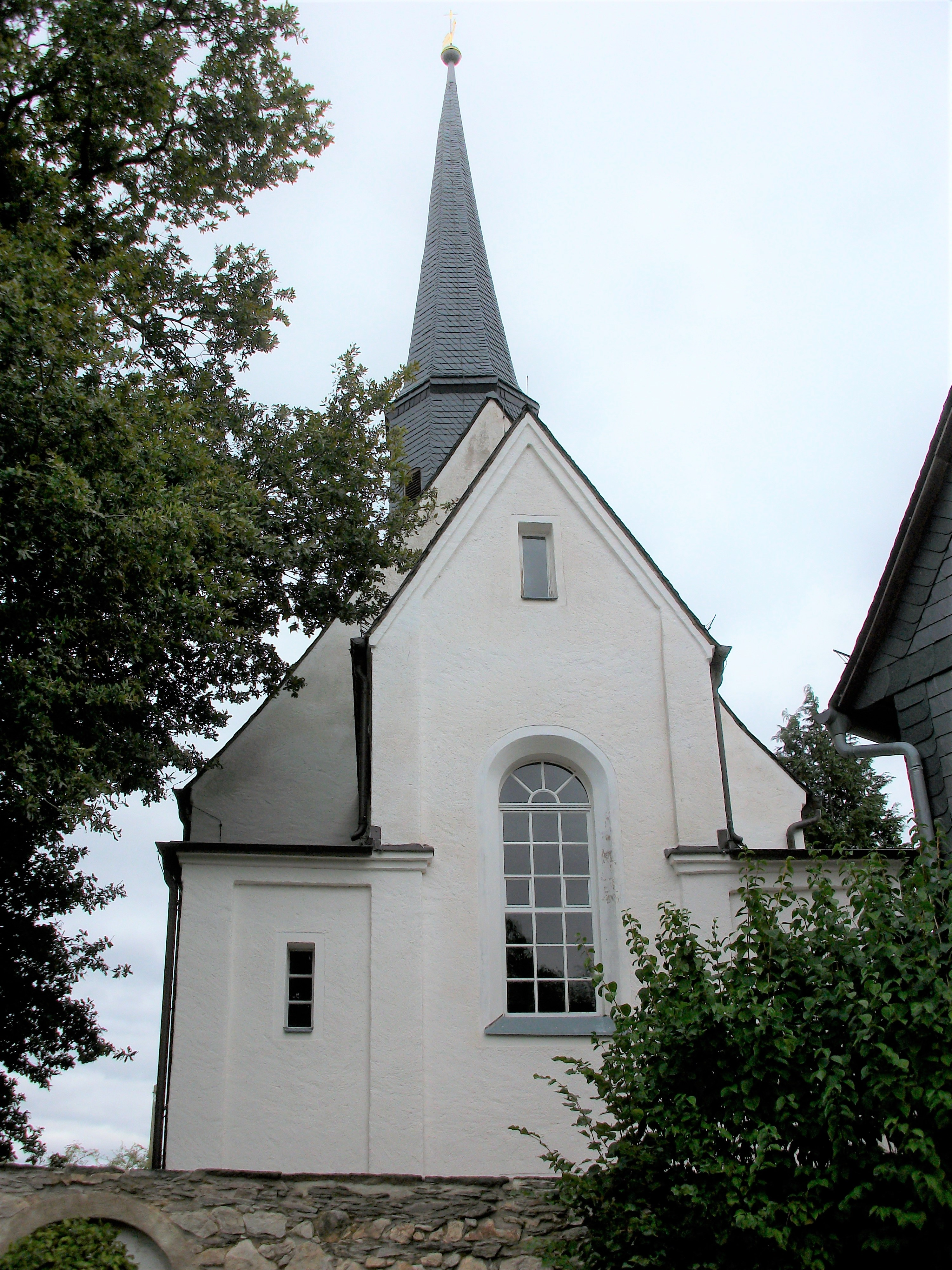
De vermoedelijk eind 12e-eeuwse Martinikerk te Jerisau
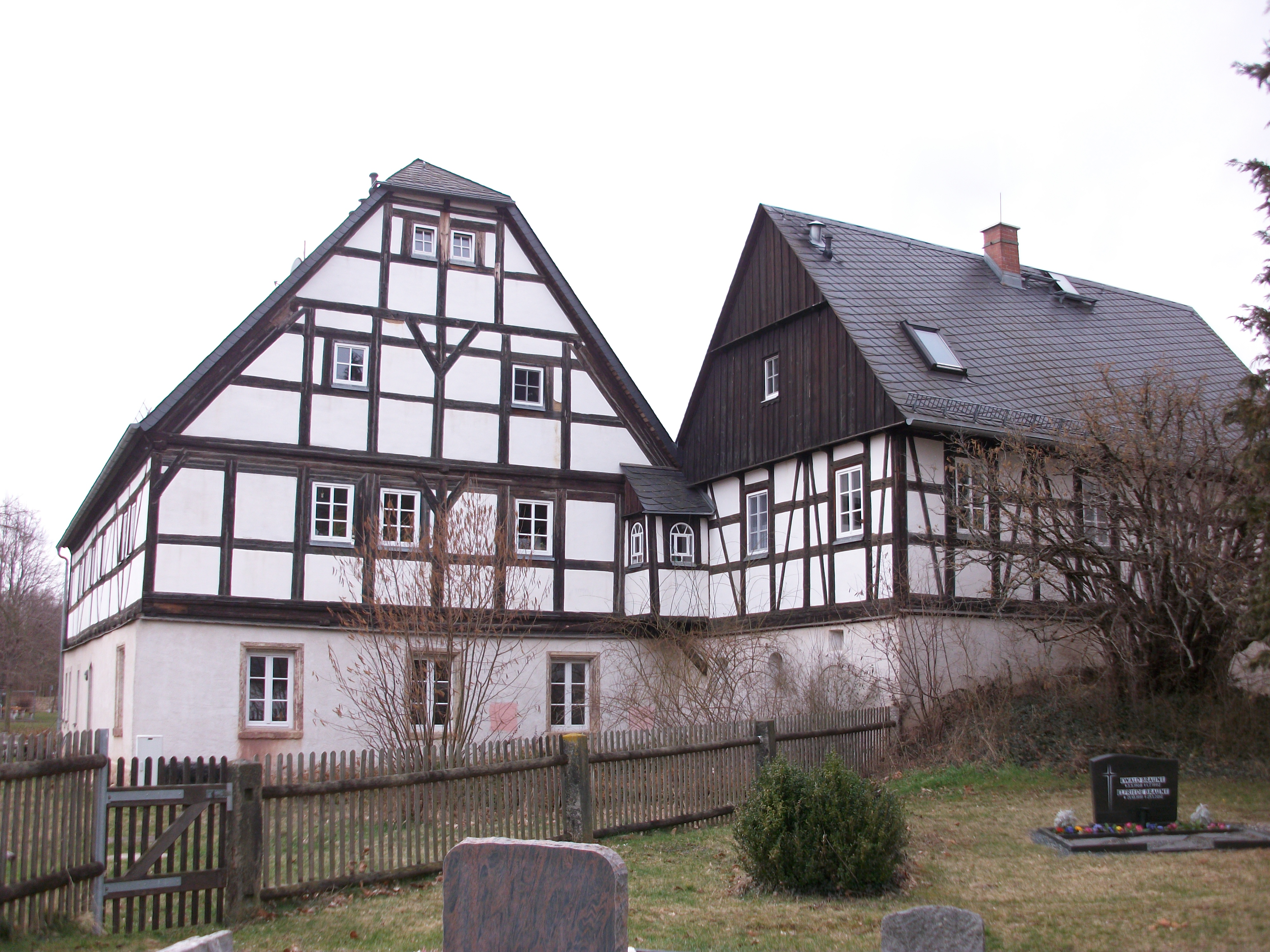
Jerisau, pastorie naast de kerk, bouwjaar circa 1740

## Partnersteden
Glauchau heeft een stedenband met de volgende steden:
- Vermelles, Frankrijk
- Grenay, Frankrijk
- Zgierz, Polen
- Jibou, Roemenië
- Lynchburg, Verenigde Staten
- Iserlohn, Noordrijn-Westfalen, Duitsland
- Bielefeld, stadsdeel Jöllenbeck, Noordrijn-Westfalen, Duitsland
- Bürstadt, Hessen, Duitsland

## Geboren in de gemeente Glauchau
- Georgius Agricola (1494-1555), mineraloog en scheikundige
- Ernst Friedrich Germar (1786-1853), mineraloog, entomoloog
- Julius Heinrich Petermann, geboren op 12 augustus 1801, overleden op 10 juni 1876 te Bad Nauheim, belangrijk oriëntalist. Hij bestudeerde en beschreef o.a. de Armeense taal en cultuur. Ook publiceerde hij belangrijke geschriften over religieuze minderheden, waaronder de Druzen, de Samaritanen, de Jezidi's, de Parsi, en de Mandaeërs. Hij vertaalde de Samaritaanse versie van de Pentateuch in het Duits (alleen de boeken Genesis en Exodus; de rest van het werk werd na Petermanns overlijden geschreven door een opvolger, Karl Vollers).
- Hermann Rudolf Schaum (1819-1865), entomoloog
- Dieter Erler (1939-1978), voetballer
- Torsten May, geboren op 10 september 1969, oud-bokser, bokstrainer. Hij behaalde in 1992 olympisch goud in het halfzwaargewicht.
- Heike Friedrich, geboren op 18 april 1970, Olympisch zwemkampioene